# Clasificación de Europa para los Juegos Olímpicos de Moscú 1980
La Clasificación de Europa para los Juegos Olímpicos de Moscú 1980 se llevó a cabo del 7 de marzo de 1979 al 23 de abril de 1980 y contó con la participación de 20 países para definir a cuatro clasificados a fútbol en los Juegos Olímpicos de Moscú 1980.

## Resultados

### Grupo 1

#### Primera Ronda
| Equipo 1 | Agr. | Equipo 2       | Ida | Vuelta |
| -------- | ---- | -------------- | --- | ------ |
| Bulgaria | 1–4  | Checoslovaquia | 1–0 | 0–4    |
| Rumania  | 2–3  | Hungría        | 2-0 | 0-3    |

| 18 de abril de 1979 | Bulgaria   | 1 - 0   | Checoslovaquia | 9 Septemvri Stadium, Burgas                                      |                                                                  |
|                     | Gochev 50' | Reporte |                | Asistencia: 15 000 espectadores Árbitro(s): Teodoros Tsanaklidis | Asistencia: 15 000 espectadores Árbitro(s): Teodoros Tsanaklidis |

| 5 de mayo de 1979 | Checoslovaquia                         | 4 - 0   | Bulgaria | Městský stadion Ďolíček, Praga                             |                                                            |
|                   | Lička 40' 88' · Rott 65' · Janečka 84' | Reporte |          | Asistencia: 4000 espectadores Árbitro(s): Dušan Maksimović | Asistencia: 4000 espectadores Árbitro(s): Dušan Maksimović |

| 18 de abril de 1979 | Rumania                  | 2 - 0   | Hungría | Stadionul 1 Mai, Pitești                                |                                                         |
|                     | Iovănescu 28' · Radu 73' | Reporte |         | Asistencia: 22 000 espectadores Árbitro(s): Talat Tokat | Asistencia: 22 000 espectadores Árbitro(s): Talat Tokat |

| 30 de mayo de 1979 | Hungría                               | 3 - 0 | Rumania | Diósgyőri Stadion, Miskolc                                  |                                                             |
|                    | Fekete 17' · Borostyán 34' · Kiss 78' |       |         | Asistencia: 30 000 espectadores Árbitro(s): Klaus Scheurell | Asistencia: 30 000 espectadores Árbitro(s): Klaus Scheurell |

#### Segunda Ronda
| País           | Pts | J | G | E | P | GF | GC | GD |
| -------------- | --- | - | - | - | - | -- | -- | -- |
| Checoslovaquia | 6   | 4 | 3 | 0 | 1 | 5  | 5  | 0  |
| Hungría        | 4   | 4 | 2 | 0 | 2 | 7  | 4  | +3 |
| Polonia        | 2   | 4 | 1 | 0 | 3 | 1  | 4  | -3 |

| 12 de septiembre de 1979 | Checoslovaquia | 1 - 0 | Polonia | Městský stadion Ďolíček, Praga                            |                                                           |
|                          | Janečka 37'    |       |         | Asistencia: 8000 espectadores Árbitro(s): Eldar Azim Zade | Asistencia: 8000 espectadores Árbitro(s): Eldar Azim Zade |

| 17 de octubre de 1979 | Polonia | 0 - 1   | Checoslovaquia | Stadion Wojska Polskiego, Varsovia                        |                                                           |
|                       |         | Reporte | Lička 43'      | Asistencia: 8000 espectadores Árbitro(s): Anders Mattsson | Asistencia: 8000 espectadores Árbitro(s): Anders Mattsson |

| 31 de octubre de 1979 | Polonia  | 1 - 0 | Hungría | Stadion Miejski, Breslavia                              |                                                         |
|                       | Kusto 2' |       |         | Asistencia: 3000 espectadores Árbitro(s): Atanas Mateev | Asistencia: 3000 espectadores Árbitro(s): Atanas Mateev |

| 14 de noviembre de 1979 | Hungría                     | 2 - 0 | Polonia | Diósgyőri Stadion, Miskolc                                 |                                                            |
|                         | Kiss 43' · Tatár 55' (pen.) |       |         | Asistencia: 18 000 espectadores Árbitro(s): Nicolae Rainea | Asistencia: 18 000 espectadores Árbitro(s): Nicolae Rainea |

| 24 de noviembre de 1979 | Hungría                           | 3 - 0   | Checoslovaquia | Diósgyőri Stadion, Miskolc                                 |                                                            |
|                         | Tatár 21' · Karsai 25' · Kiss 38' | Reporte |                | Asistencia: 25 000 espectadores Árbitro(s): Michel Vautrot | Asistencia: 25 000 espectadores Árbitro(s): Michel Vautrot |

| 13 de abril de 1980 | Checoslovaquia                      | 3 - 2 | Hungría                        | Stadion Evžena Rošického, Praga                            |                                                            |
|                     | Janečka 18' · Vizek 49' · Lička 77' |       | Komjáti 51' · Tatár 84' (pen.) | Asistencia: 28 000 espectadores Árbitro(s): Rudolf Renggli | Asistencia: 28 000 espectadores Árbitro(s): Rudolf Renggli |

### Grupo 2

#### Primera Ronda
| Equipo 1 | Agr.         | Equipo 2 | Ida | Vuelta |
| -------- | ------------ | -------- | --- | ------ |
| Austria  | 2-2 (3-4 p.) | Turquía  | 1–0 | 1-2    |
| Grecia   | 1-4          | Italia   | 1–0 | 0-4    |

| 11 de abril de 1979 | Austria    | 1 - 0 | Turquía | Amstetten, Austria                                       |                                                          |
|                     | Strobl 55' |       |         | Asistencia: 2000 espectadores Árbitro(s): Jaromír Fausek | Asistencia: 2000 espectadores Árbitro(s): Jaromír Fausek |

| 25 de abril de 1979 | Turquía                             | 2 - 1 (t. s.)(4 - 3 p.)    | Austria                                           | Antalya, Turquía      |                       |
|                     | Kiliç 36' · Yiğit 71'               |                            | Gerak 33'                                         | Árbitro(s): Béla Nagy | Árbitro(s): Béla Nagy |
|                     |                                     | Tiros desde el punto penal |                                                   |                       |                       |
|                     | Yiğit · Ulucan · Oktay · Badalıoğlu |                            | Burger · Constantini · Bauer · Viertl · Koreimann |                       |                       |

| 18 de abril de 1979 | Grecia          | 1 - 0 | Italia | Ioannina, Grecia                                             |                                                              |
|                     | Kalaitzidis 36' |       |        | Asistencia: 1250 espectadores Árbitro(s): Menachem Ashkenazi | Asistencia: 1250 espectadores Árbitro(s): Menachem Ashkenazi |

| 2 de mayo de 1979 | Italia                                  | 4 - 0 | Grecia | Estadio Friuli, Udine                                            |                                                                  |
|                   | Verza 2' · Giordano 15' 81' · Bagni 84' |       |        | Asistencia: 5500 espectadores Árbitro(s): Nikola Milanov Doudine | Asistencia: 5500 espectadores Árbitro(s): Nikola Milanov Doudine |

#### Segunda Ronda
| País       | Pts | J | G | E | P | GF | GC | GD  |
| ---------- | --- | - | - | - | - | -- | -- | --- |
| Yugoslavia | 6   | 4 | 3 | 0 | 1 | 9  | 3  | +6  |
| Italia     | 6   | 4 | 3 | 0 | 1 | 10 | 5  | +5  |
| Turquía    | 0   | 4 | 0 | 0 | 4 | 0  | 11 | -11 |

| 21 de noviembre de 1979 | Yugoslavia                 | 3 - 0   | Turquía | Stadion JNA, Belgrado                                        |                                                              |
|                         | Repčić 55' 63' · Pašić 79' | Reporte |         | Asistencia: 8000 espectadores Árbitro(s): Menachem Ashkenazi | Asistencia: 8000 espectadores Árbitro(s): Menachem Ashkenazi |

| 23 de diciembre de 1979 | Italia       | vs. | Yugoslavia | Stadio Olimpico, Roma                                     |                                                           |
|                         | Giordano 65' |     |            | Asistencia: 8000 espectadores Árbitro(s): Georges Konrath | Asistencia: 8000 espectadores Árbitro(s): Georges Konrath |

| 20 de febrero de 1980 | Turquía | 0 - 2 | Italia                                | Adnan Menderes Stadyumu, Aydın                                   |                                                                  |
|                       |         |       | Altobelli 72' (pen.) · Beccalossi 83' | Asistencia: 10 000 espectadores Árbitro(s): Emilio Guruceta-Muro | Asistencia: 10 000 espectadores Árbitro(s): Emilio Guruceta-Muro |

| 13 de marzo de 1980 | Italia                                                             | 5 - 0 | Turquía | Stadio Mario Rigamonti, Brescia                        |                                                        |
|                     | Fanna 6' 72' · Ancelotti 7' · Altobelli 36' (pen.) · Sacchetti 52' |       |         | Asistencia: 9122 espectadores Árbitro(s): Adolf Prokop | Asistencia: 9122 espectadores Árbitro(s): Adolf Prokop |

| 26 de marzo de 1980 | Yugoslavia                                           | 5 - 2   | Italia                    | Stade Pod Bijelim Brijegom, Mostar                       |                                                          |
|                     | Primorac 13' 20' · Miročević 53' · Slišković 83' 84' | Reporte | F. Baresi 31' · Fanna 33' | Asistencia: 15 000 espectadores Árbitro(s): Franz Wöhrer | Asistencia: 15 000 espectadores Árbitro(s): Franz Wöhrer |

| 2 de abril de 1980 | Turquía | 0 - 1 | Yugoslavia | Antalya Stadyumu, Antalya                                   |                                                             |
|                    |         |       | Repčić 19' | Asistencia: 7000 espectadores Árbitro(s): Walter Eschweiler | Asistencia: 7000 espectadores Árbitro(s): Walter Eschweiler |

### Grupo 3

#### Primera Ronda
| País         | Pts | J | G | E | P | GF | GC | GD |
| ------------ | --- | - | - | - | - | -- | -- | -- |
| Bélgica      | 10  | 6 | 4 | 2 | 0 | 9  | 3  | +6 |
| España       | 7   | 6 | 2 | 3 | 1 | 10 | 6  | +4 |
| Israel       | 5   | 6 | 1 | 3 | 2 | 6  | 10 | -4 |
| Países Bajos | 2   | 6 | 0 | 2 | 4 | 6  | 12 | -6 |

| 7 de marzo de 1979 | Países Bajos | 1 - 2   | Bélgica       | Sportpark De Luiten, Roosendaal                             |                                                             |
|                    | Hakkens 23'  | Reporte | Hoste 12' 76' | Asistencia: 1500 espectadores Árbitro(s): Riccardo Lattanzi | Asistencia: 1500 espectadores Árbitro(s): Riccardo Lattanzi |

| 28 de marzo de 1979 | Israel | 0 - 2   | Bélgica                 | Bloomfield Stadium, Tel Aviv                             |                                                          |
|                     |        | Reporte | Sanders 78' · Hoste 90' | Asistencia: 17 000 espectadores Árbitro(s): Otto Anderco | Asistencia: 17 000 espectadores Árbitro(s): Otto Anderco |

| 28 de marzo de 1979 | España                                        | 3 - 0   | Países Bajos | Estadio Antonio Franco Navarro, Almería                                   |                                                                           |
|                     | Lobo Carrasco 28' · Sarabia 63' · Joaquín 73' | Reporte |              | Asistencia: 20 000 espectadores Árbitro(s): António José da Silva Garrido | Asistencia: 20 000 espectadores Árbitro(s): António José da Silva Garrido |

| 12 de abril de 1979 | Bélgica                     | 3 - 1   | España    | Het Lisp, Lierre                                         |                                                          |
|                     | Hoste 11' 43' · Sanders 70' | Reporte | Rubio 55' | Asistencia: 3000 espectadores Árbitro(s): Brian McGinlay | Asistencia: 3000 espectadores Árbitro(s): Brian McGinlay |

| 25 de abril de 1979 | Bélgica     | 1 - 0   | Países Bajos | Stade du Pairay, Seraing                              |                                                       |
|                     | Daerden 38' | Reporte |              | Asistencia: 5000 espectadores Árbitro(s): Jan Redelfs | Asistencia: 5000 espectadores Árbitro(s): Jan Redelfs |

| 2 de mayo de 1979 | Países Bajos  | 1 - 1   | España    | Sportpark Bovenmolen, Oldebroek                      |                                                      |
|                   | Graafland 43' | Reporte | Rubio 36' | Asistencia: 400 espectadores Árbitro(s): André Daina | Asistencia: 400 espectadores Árbitro(s): André Daina |

| 9 de mayo de 1979 | España     | 1 - 1   | Israel    | Estadio de La Condomina, Murcia                          |                                                          |
|                   | Canito 87' | Reporte | Tabak 11' | Asistencia: 20 000 espectadores Árbitro(s): John Hunting | Asistencia: 20 000 espectadores Árbitro(s): John Hunting |

| 26 de septiembre de 1979 | Israel | 0 - 3   | España                        | Itztadion Ramat Gan, Ramat Gan                              |                                                             |
|                          |        | Reporte | Víctor 53' · Portugal 59' 84' | Asistencia: 15 000 espectadores Árbitro(s): Horst Brummeier | Asistencia: 15 000 espectadores Árbitro(s): Horst Brummeier |

| 4 de octubre de 1979 | Países Bajos                                | 3 - 4   | Israel                                            | Stadion Meerdijk, Emmen                              |                                                      |
|                      | van Dam 40' · Graafland 49' · Heemskerk 55' | Reporte | Damti 71' 88' · Ouderland 77' (a.g.) · Peretz 85' | Asistencia: 2500 espectadores Árbitro(s): Rolf Nyhus | Asistencia: 2500 espectadores Árbitro(s): Rolf Nyhus |

| 10 de octubre de 1979 | Bélgica | 0 - 0   | Israel | Stade Joseph Marien, Bruselas                             |                                                           |
|                       |         | Reporte |        | Asistencia: 3000 espectadores Árbitro(s): Patrick Mulhall | Asistencia: 3000 espectadores Árbitro(s): Patrick Mulhall |

| 17 de octubre de 1979 | España               | 1 - 1   | Bélgica  | Estadi Castalia, Castellón de la Plana                  |                                                         |
|                       | Joaquín Pichardo 34' | Reporte | Veyt 15' | Asistencia: 15 000 espectadores Árbitro(s): Sándor Kuti | Asistencia: 15 000 espectadores Árbitro(s): Sándor Kuti |

| 31 de octubre de 1979 | Israel    | 1 - 1   | Países Bajos  | Vasermil Stadium, Beerseva                                       |                                                                  |
|                       | Damti 69' | Reporte | Graafland 75' | Asistencia: 2000 espectadores Árbitro(s): Stefanos Hatzistefanou | Asistencia: 2000 espectadores Árbitro(s): Stefanos Hatzistefanou |

#### Segunda Ronda
| País    | Pts | J | G | E | P | GF | GC | GD |
| ------- | --- | - | - | - | - | -- | -- | -- |
| España  | 5   | 4 | 2 | 1 | 1 | 7  | 4  | +3 |
| Bélgica | 4   | 4 | 2 | 0 | 2 | 7  | 8  | -1 |
| Francia | 3   | 4 | 1 | 1 | 2 | 7  | 9  | -2 |

| 5 de diciembre de 1979 | Francia         | 1 - 1   | España       | Stade de la Mosson, Montpellier                         |                                                         |
|                        | Buyo 88' (a.g.) | Reporte | Portugal 39' | Asistencia: 4677 espectadores Árbitro(s): Paolo Bergamo | Asistencia: 4677 espectadores Árbitro(s): Paolo Bergamo |

| 13 de diciembre de 1979 | Bélgica                         | 2 - 1   | España        | Andre Dumontstadion, Genk                              |                                                        |
|                         | Van den Buijs 36' · Sanders 74' | Reporte | Landáburu 31' | Asistencia: 3000 espectadores Árbitro(s): Bruno Galler | Asistencia: 3000 espectadores Árbitro(s): Bruno Galler |

| 13 de diciembre de 1979 | Bélgica                                                 | 4 - 2   | Francia                   | Stade du Tivoli, La Louvière                               |                                                            |
|                         | Schoofs 40' · Hoste 60' (pen.) · Veyt 75' · Swinnen 86' | Reporte | Couriol 69' · Stopyra 83' | Asistencia: 1500 espectadores Árbitro(s): Wolfgang Henning | Asistencia: 1500 espectadores Árbitro(s): Wolfgang Henning |

| 5 de marzo de 1980 | España                       | 2 - 0   | Bélgica | Estadio Antonio Franco Navarro, Almería                  |                                                          |
|                    | Quique Ramos 48' · Rubio 90' | Reporte |         | Asistencia: 14 000 espectadores Árbitro(s): Henk Weerink | Asistencia: 14 000 espectadores Árbitro(s): Henk Weerink |

| 19 de marzo de 1980 | Francia                      | 3 - 1   | Bélgica          | Stade municipal de Beaublanc, Limoges, France                |                                                              |
|                     | Couriol 8' 67' · Lemoult 40' | Reporte | Hoste 35' (pen.) | Asistencia: 12 000 espectadores Árbitro(s): Robert Valentine | Asistencia: 12 000 espectadores Árbitro(s): Robert Valentine |

| 23 de abril de 1980 | España                                    | 3 - 1   | Francia    | Estadio José Rico Pérez, Alicante                        |                                                          |
|                     | Montero 24' · Rubio 38' (pen.) 82' (pen.) | Reporte | Bellus 76' | Asistencia: 25 000 espectadores Árbitro(s): Marijan Raus | Asistencia: 25 000 espectadores Árbitro(s): Marijan Raus |

### Grupo 4

#### Primera Ronda
| Equipo 1  | Agr. | Equipo 2  | Ida | Vuelta |
| --------- | ---- | --------- | --- | ------ |
| Dinamarca | 2-5  | Finlandia | 1–1 | 1–4    |
| Irlanda   | 1-2  | Noruega   | 0-0 | 1–2    |

| 10 de mayo de 1979 | Dinamarca    | 1 - 1   | Finlandia    | Aalborg Stadion, Aalborg                               |                                                        |
|                    | Andersen 84' | Reporte | Lindholm 50' | Asistencia: 2700 espectadores Árbitro(s): Francis Rion | Asistencia: 2700 espectadores Árbitro(s): Francis Rion |

| 7 de junio de 1979 | Finlandia                                                | 4 - 1   | Dinamarca       | Arto Tolsa Areena, Kotka                                     |                                                              |
|                    | Helin 12' · Rosenberg 21' · Rajaniemi 61' · Nieminen 70' | Reporte | Sass Hansen 82' | Asistencia: 3581 espectadores Árbitro(s): Anatoliy Milchenko | Asistencia: 3581 espectadores Árbitro(s): Anatoliy Milchenko |

| 16 de mayo de 1979 | Irlanda | 0 - 0   | Noruega | Tolka Park, Dublín                                 |                                                    |
|                    |         | Reporte |         | Asistencia: 81 espectadores Árbitro(s): Jan Keizer | Asistencia: 81 espectadores Árbitro(s): Jan Keizer |

| 31 de mayo de 1979 | Noruega                               | 2 - 1   | Irlanda   | Brann Stadion, Bergen                                   |                                                         |
|                    | Hammer 71' · Larsen Økland 84' (pen.) | Reporte | Joyce 69' | Asistencia: 7334 espectadores Árbitro(s): Alojzy Jarguz | Asistencia: 7334 espectadores Árbitro(s): Alojzy Jarguz |

#### Segunda Ronda
| País             | Pts | J | G | E | P | GF | GC | GD |
| ---------------- | --- | - | - | - | - | -- | -- | -- |
| Noruega          | 7   | 4 | 3 | 1 | 0 | 5  | 1  | +4 |
| Alemania Federal | 3   | 4 | 1 | 1 | 2 | 2  | 3  | -1 |
| Finlandia        | 2   | 4 | 0 | 2 | 2 | 1  | 4  | -3 |

| 9 de agosto de 1979 | Finlandia | 0 - 1   | Noruega      | Väinölänniemen stadion, Kuopio                         |                                                        |
|                     |           | Reporte | Davidsen 80' | Asistencia: 6129 espectadores Árbitro(s): Ole Amundsen | Asistencia: 6129 espectadores Árbitro(s): Ole Amundsen |

| 13 de septiembre de 1979 | Alemania Federal     | 2 - 0   | Finlandia | Stadion Niederrhein, Oberhausen |                           |
|                          | Halbe 16' · Wolf 81' | Reporte |           | Árbitro(s): Luigi Agnolin       | Árbitro(s): Luigi Agnolin |

| 26 de septiembre de 1979 | Noruega             | 2 - 0   | Alemania Federal | Lerkendal Stadion, Trondheim                          |                                                       |
|                          | Aas 5' · Hammer 27' | Reporte |                  | Asistencia: 11 781 espectadores Árbitro(s): Ian Foote | Asistencia: 11 781 espectadores Árbitro(s): Ian Foote |

| 10 de octubre de 1979 | Finlandia | 0 - 0   | Alemania Federal | Olympiastadion, Helsinki                                  |                                                           |
|                       |           | Reporte |                  | Asistencia: 2602 espectadores Árbitro(s): Roger Schoeters | Asistencia: 2602 espectadores Árbitro(s): Roger Schoeters |

| 26 de octubre de 1979 | Noruega  | 1 - 1   | Finlandia      | Stavanger Stadion, Stavanger                               |                                                            |
|                       | Rein 43' | Reporte | Rautiainen 45' | Asistencia: 9400 espectadores Árbitro(s): Erik Fredriksson | Asistencia: 9400 espectadores Árbitro(s): Erik Fredriksson |

| 14 de noviembre de 1979 | Alemania Federal  | 0 - 1   | Noruega | Parkstadion Baunatal, Baunatal                                    |                                                                   |
|                         | Larsen Økland 78' | Reporte |         | Asistencia: 4667 espectadores Árbitro(s): Antonio Tomeo Palanques | Asistencia: 4667 espectadores Árbitro(s): Antonio Tomeo Palanques |

## Clasificados
Debido al boicot liderado por Estados Unidos, Noruega decidió no participar en el torneo y fue reemplazado por Finlandia.
- Unión Soviética (Anfitrión)
- Alemania Democrática (Campeón defensor)
- Checoslovaquia
- España
- Yugoslavia
- Finlandia